# Tilacoide

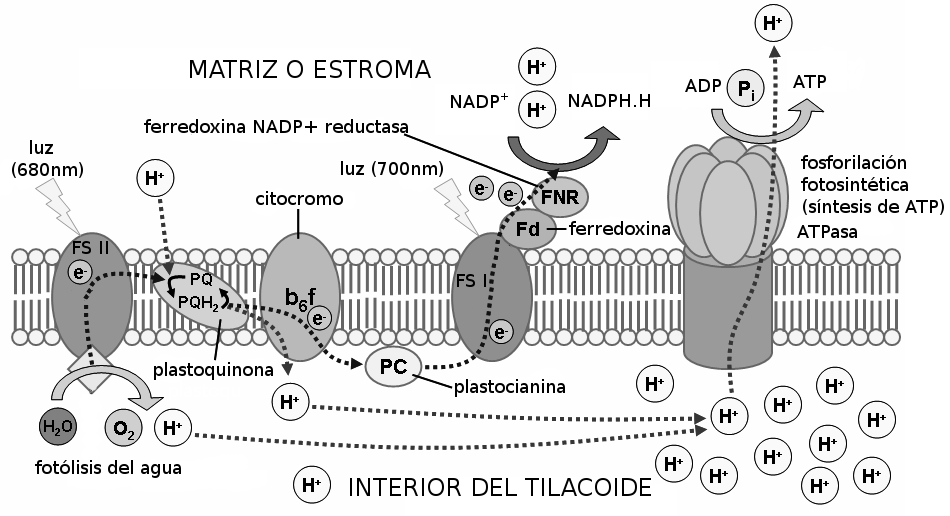
Esquema de la etapa luminosa en la fotosíntesis, que se produce en los tilacoides.

Los tilacoides son sacos aplanados que son independientes  de la membrana interna del cloroplasto (a diferencia de las crestas en las mitocondrias), sitio de las reacciones captadoras de luz de la fotosíntesis y de la fotofosforilación. Las pilas de tilacoides forman colectivamente las grana (plural neutro de granum). El medio que rodea a los tilacoides se denomina estroma del cloroplasto. Los tilacoides están rodeados por una membrana que delimita el espacio intratilacoidal, llamada lumen.
En los tilacoides se produce la fase luminosa, fotoquímica o dependiente de la luz del Sol. Su función es absorber los fotones de la luz solar.

Los tilacoides en un cloroplasto

Las membranas de los tilacoides contienen sustancias como los pigmentos fotosintéticos (clorofila, carotenoides, xantófilas) y distintos lípidos, proteínas de la cadena de transporte de electrones fotosintética y enzimas, como la ATP-sintetasa.
Permiten la formación de un gradiente electroquímico de H+, ya que mediante la energía lumínica se bombean dichos electrones desde el estroma hasta el lumen tilacoidal.
La unidad estructural de la fotosíntesis en los eucariotas fotosintéticos es el cloroplasto. Dentro del cloroplasto se encuentran las membranas tilacoides, una serie de membranas internas que contienen los pigmentos fotosintéticos: las clorofilas y los carotenoides. Cada tilacoide tiene habitualmente la forma de un saco aplanado o vesícula.